# Phulra (księstwo)
Phulra - dawne księstwo muzułmańskie znajdujące się na obszarze dzisiejszego Pakistanu.
Phulra obejmowało obszar zaledwie 94 km², jego stolicą było Phulra.
Księstwo Phulra powstało wskutek wydzielenia z państwa Amb w 1828. W 1947 weszło w skład nowo powstałego Pakistanu. 
W 1950 księstwo zlikwidowano i włączono do Północno-Zachodniej Prowincji Pogranicznej

## Władcy Phulra
- 1828 - ??? Madad Chan
- ??? dwóch władców
- ??? - 1950 Ata Muhammed Chan